# Список найсильніших шахових турнірів (1990–1999)
В цьому списку представлені найсильніші шахові турніри від 1990 до 1999 року.

## Список
| Рік       | Місце                                                   | Переможець | 2-e місце | 3-є місце |
| --------- | ------------------------------------------------------- | --- | --- | --- |
| 1989/1990 | Реджо-нель-Емілія                                       | Яан Ельвест (СРСР) | Василь Іванчук (СРСР) | Анатолій Карпов (СРСР) |
|           | Гастінгс                                                | Сергій Долматов (СРСР) | Кевін Спаґґетт (Канада), Предраг Ніколіч (Югославія) | |
| 1990      | Вейк-ан-Зее                                             | Джон Нанн (Англія) | Лайош Портіш (Угорщина), Ульф Андерссон (Швеція) | |
|           | Рим                                                     | Ентоні Майлс (Англія) | Лембіт Олль (СРСР), Євген Барєєв (СРСР), Олександр Чернін (СРСР), Міодраг Тодорчевич (Югославія), Рейнальдо Вера (Куба), Василь Смислов (СРСР)                                       | |
|           | Львів (зональний турнір)                                | Олексій Широв (СРСР), Смбат Лпутян (СРСР), Олексій Дрєєв (СРСР), Леонід Юдасін (СРСР) | | |
|           | Лінарес                                                 | Гаррі Каспаров (СРСР) | Борис Гельфанд (СРСР) | Валерій Салов (СРСР) |
|           | Be'er Scheva                                            | Віктор Корчной (Швейцарія) | Василь Смислов (СРСР), Любомир Фтачник (Чехословаччина) | |
|           | Рейк'явік                                               | Лев Полугаєвський (СРСР), Хелґі Олафссон (Ісландія), Сергій Долматов (СРСР), Рафаель Ваганян (СРСР), Юрій Разуваєв (СРСР), Йон Лофтур Арнасон (Ісландія), Нік де Фірміан (США), Томас Ернст (Швеція), Яссер Сейраван (США), Ерлінг Мортенсен (Данія) | | |
|           | Дортмунд                                                | Олександр Чернін (СРСР), Борис Гельфанд (СРСР) | | Жужа Полгар (Угорщина), Маттіас Вальс (ФРН) |
|           | Тарраса                                                 | Кіріл Георгієв (Болгарія) | Лембіт Олль (СРСР), Хуан Мануель Беллон Лопез (Іспанія) | |
|           | Нью-Йорк                                                | Олександр Халіфман (СРСР) | Хелґі Олафссон (Ісландія), Леонід Юдасін (СРСР), Володимир Єпішин (СРСР), Гата Камський (США)                                                                                        | |
|           | Мюнхен                                                  | Олександр Бєлявський (СРСР) | Борис Гулько (США), Паул ван дер Стеррен (Нідерланди), Предраг Ніколіч (Югославія), Артур Юсупов (СРСР)                                                                              | |
|           | Париж                                                   | Йожеф Пінтер (Угорщина), Ерік Лоброн (ФРН) | | Анатолій Вайсер (СРСР), Сергій Смагін (СРСР), Юрій Разуваєв (СРСР), Гата Камський (США), Олексій Широв (СРСР), Зіґурдс Ланка (СРСР), Стюарт Конквест (Англія) |
|           | Ганінге                                                 | Яссер Сейраван (США) | Яан Ельвест (СРСР), Анатолій Карпов (СРСР) | |
|           | Роттердам                                               | Віктор Корчной (Швейцарія) | Михайло Гуревич (СРСР) | Ян Тімман (Нідерланди) |
|           | Москва                                                  | Джонатан Спілмен (Англія), Михайло Гуревич (СРСР), Олександр Халіфман (СРСР), Зураб Азмайпарашвілі (СРСР), Євген Барєєв (СРСР) | | |
|           | Дебрецен                                                | Олег Романишин (СРСР) | Йосип Дорфман (СРСР) | Курт Гансен (Данія), Олександр Войткевич (Польща) |
|           | Маніла (міжзональний турнір)                            | Борис Гельфанд (СРСР), Василь Іванчук (СРСР) | | Вішванатан Ананд (Індія), Найджел Шорт (Англія) |
|           | Біль                                                    | Анатолій Карпов (СРСР) | Ульф Андерссон (Швеція) | Ентоні Майлс (Англія), Маттіас Вальс (ФРН) |
|           | Амстердам A                                             | Олександр Бєлявський (СРСР) | Лайош Портіш (Угорщина) | Віктор Корчной (Швейцарія) |
|           | Амстердам B                                             | Володимир Тукмаков (СРСР), Юдіт Полгар (Угорщина) | | Вішванатан Ананд (Індія), Йоріс Бреннінкмеєр (Нідерланди), Курт Гансен (Данія), Фердинанд Геллерс (Швеція), Вольфґанґ Ульманн (НДР)                           |
|           | Прага                                                   | Ян Тімман (Нідерланди) | Найджел Шорт (Англія) | Любомир Фтачник (Чехословаччина) |
|           | Тілбург                                                 | Гата Камський (США), Василь Іванчук (СРСР) | | Борис Гельфанд (СРСР) |
|           | Нью-Делі                                                | Вішванатан Ананд (Індія), Гата Камський (США) | | Юдіт Полгар (Угорщина), Жужа Полгар (Угорщина) |
|           | Гронінген                                               | Майкл Адамс (Англія), Єрун Пікет (Нідерланди), Олександр Халіфман (СРСР), Ян Роджерс (Австралія) | | |
| 1990/1991 | Памплона                                                | Леонід Юдасін (СРСР) | Віктор Корчной (Швейцарія) | Жужа Полгар (Угорщина) |
|           | Гастінгс                                                | Євген Барєєв (СРСР) | Мюррей Чандрлер (Англія), Джонатан Спілмен (Англія) | |
|           | Реджо-нель-Емілія A                                     | Анатолій Карпов (СРСР) | Лев Полугаєвський (СРСР) | Яан Ельвест (СРСР) |
|           | Реджо-нель-Емілія B                                     | Любомир Любоєвич (Югославія) | Рафаель Ваганян (СРСР), Борис Гулько (США) | |
| 1991      | Вейк-ан-Зее                                             | Джон Нанн (Англія) | Майкл Адамс (Англія), Олександр Чернін (СРСР), Олександр Халіфман (СРСР), Курт Гансен (Данія)                                                                                        | |
|           | Лінарес                                                 | Василь Іванчук (СРСР) | Гаррі Каспаров (СРСР) | Олександр Бєлявський (СРСР) |
|           | Сан-Франциско                                           | Еугеніо Торре (Філіппіни) | Патрік Волфф (США) | Джоель Бенджамін (США), Михайло Таль (СРСР), Ян Роджерс (Австралія), Ларрі Крістіансен (США)                                                                  |
|           | Дортмунд                                                | Ігор Штол (Чехословаччина), Олександр Чернін (СРСР) | | Юрій Разуваєв (СРСР), Кіріл Георгієв (Болгарія) |
|           | Буенос-Айрес                                            | Хуліо Ернесто Гранда Суньїга (Перу), Михайло Таль (СРСР), Хесус Ногейрас (Куба) | | |
|           | Амстердам                                               | Валерій Салов (СРСР), Найджел Шорт (Англія) | | Анатолій Карпов (СРСР), Гаррі Каспаров (СРСР) |
|           | Мюнхен                                                  | Ларрі Крістіансен (США) | Олександр Бєлявський (СРСР), Гералд Гертнек (Німеччина), Роберт Гюбнер (Німеччина), Борис Гельфанд (СРСР)                                                                            | |
|           | Москва                                                  | Рафаель Ваганян (СРСР) | Євген Васюков (СРСР), Володимир Крамник (СРСР), Геннадій Кузьмін (СРСР) | |
|           | Тарраса                                                 | Майкл Адамс (Англія), Яан Ельвест (СРСР) | | Василь Іванчук (СРСР) |
|           | Блед/Рогашка Слатинаі                                   | Предраг Ніколіч (Югославія) | Євген Барєєв (СРСР) | Олександр Халіфман (СРСР), Іван Соколов (Югославія) |
|           | Гамбург                                                 | Артур Юсупов (СРСР) | Маттіас Вальс (Німеччина) | Курт Гансен (Данія) |
|           | Біль                                                    | Олексій Широв (СРСР) | Євген Барєєв (СРСР) | Ульф Андерссон (Швеція), Жоель Лотьє (Франція) |
|           | Поляниця-Здруй                                          | Жоель Лотьє (Франція) | Robert Kuczyński (Польща) | Олег Романишин (СРСР) |
|           | Остенде                                                 | Ентоні Майлс (Англія) | Майкл Адамс (Англія) | Олексій Кузьмін (СРСР), Олексій Вижманавін (СРСР), Михайло Гуревич (СРСР), Екхард Шміттділь (Німеччина), Геннадій Тимощенко (СРСР)                            |
|           | Брно                                                    | Жужа Полгар (Угорщина), Олексій Широв (СРСР), Карел Мокрий (Чехословаччина), Володимир Єпішин (СРСР), Ян Роджерс (Австралія), Рустем Даутов (СРСР)                                                                                                   | | |
|           | Рейк'явік                                               | Василь Іванчук (СРСР), Анатолій Карпов (СРСР) | | Любомир Любоєвич (Югославія), Предраг Ніколіч (Югославія), Олександр Халіфман (СРСР)                                                                          |
|           | Відень                                                  | Ларрі Крістіансен (США) | Володимир Єпішин (СРСР) | Юдіт Полгар (Угорщина), Zoltan Ribli (Угорщина), Джон Нанн (Англія)                                                                                           |
|           | Тілбург                                                 | Гаррі Каспаров (СРСР) | Найджел Шорт (Англія) | Вішванатан Ананд (Індія) |
|           | Белград                                                 | Борис Гельфанд (СРСР) | Гата Камський (США), Джон Нанн (Англія) | |
|           | Гронінген                                               | Єрун Пікет (Нідерланди), Курт Гансен (Данія) | | Іван Соколов (Югославія), Ларрі Крістіансен (США) |
| 1991/1992 | Памплона                                                | Леонід Юдасін (Ізраїль), Мігель Ільєскас (Іспанія) | | Жужа Полгар (Угорщина) |
|           | Гастінгс                                                | Євген Барєєв (Росія) | [[Сімен Адґестейн]] (Норвегія) | Олексій Широв (Латвія) |
|           | Реджо-нель-Емілія                                       | Вішванатан Ананд (Індія) | Борис Гельфанд (Білорусь), Гаррі Каспаров (Росія) | |
| 1992      | Вейк-ан-Зее                                             | Валерій Салов (Росія), Борис Гельфанд (Білорусь) | | Віктор Корчной (Швейцарія), Роберт Гюбнер (Німеччина) |
|           | Лінарес                                                 | Гаррі Каспаров (Росія) | Василь Іванчук (Україна), Ян Тімман (Нідерланди) | |
|           | Рейк'явік                                               | Олексій Широв (Латвія), Йохан Х'яртарсон (Ісландія) | | Васіліос Котроніас (Кіпр) |
|           | Тер-Апель                                               | Рафаель Ваганян (Вірменія) | Ларрі Крістіансен (США), Володимир Єпішин (Росія), Майкл Адамс (Англія) | |
|           | Аруба                                                   | Лев Псахіс (Ізраїль) | Жужа Полгар (Угорщина), Юдіт Полгар (Угорщина) | |
|           | Oakham                                                  | Олексій Широв (Латвія) | Володимир Акопян (Вірменія), Віорел Бологан (Молдова), Яцек Гданський (Польща), Володимир Крамник (Росія), Сергій Тівяков (Росія)                                                    | |
|           | Леон                                                    | Борис Гулько (США) | Мігель Ільєскас (Іспанія) | Леонід Юдасін (Ізраїль) |
|           | Буенос-Айрес                                            | Олександр Чернін (Угорщина) | Предраг Ніколіч (Боснія і Герцеговина) | Бент Ларсен (Данія), Іван Морович (Чилі) |
|           | Дортмунд A                                              | Гаррі Каспаров (Росія), Василь Іванчук (Україна) | | Євген Барєєв (Росія) |
|           | Дортмунд B                                              | Смбат Лпутян (Вірменія), Володимир Крамник (Росія), Зураб Азмайпарашвілі (Грузія) | | |
|           | Мюнхен                                                  | Михайло Гуревич (Бельгія) | Роберт Гюбнер (Німеччина), Борис Гельфанд (Білорусь) | |
|           | Амстердам                                               | Вішванатан Ананд (Індія), Найджел Шорт (Англія) | Яссер Сейраван (США), Ян Тімман (Нідерланди) | |
|           | Мадрид                                                  | Анатолій Карпов (Росія) | Юдіт Полгар (Угорщина), Володимир Єпішин (Росія) | |
|           | Нью-Йорк                                                | Хуліо Ернесто Гранда Суньїга (Перу) | Юдіт Полгар (Угорщина) | Джоель Бенджамін (США), Лев Псахіс (Ізраїль) |
|           | Біль                                                    | Анатолій Карпов (Росія) | Кіріл Георгієв (Болгарія) | Ентоні Майлс (Англія) |
|           | Поляниця-Здруй                                          | Олег Романишин (Україна) | Віктор Корчной (Швейцарія) | Йосип Дорфман (Франція), Олександр Чернін (Угорщина) |
|           | Брно                                                    | Павел Блатний (Tschechien) | Костянтин Сакаєв (Росія), Олексій Дрєєв (Росія) | |
|           | Халкідіки                                               | Володимир Крамник (Росія) | Жоель Лотьє (Франція) | Мігель Ільєскас (Іспанія) |
|           | Бургас                                                  | Кіріл Георгієв (Болгарія) | Іван Соколов (Боснія і Герцеговина) | Васіліос Котроніас (Кіпр) |
|           | Тілбург (олімпійська система)                           | Майкл Адамс (Англія) | Борис Гельфанд (Білорусь) | Гата Камський (США), Смірін Ілля Юлійович (Ізраїль) |
|           | Москва                                                  | Борис Гельфанд (Білорусь), Вішванатан Ананд (Індія) | | Гата Камський (США) |
|           | Баден-Баден                                             | Анатолій Карпов (Росія) | Крістофер Лутц (Німеччина) | Артур Юсупов (Німеччина) |
|           | Лас-Пальмас-де-Гран-Канарія                             | Михайло Улибін (Росія), Веселин Топалов (Болгарія) | | Хесус Ногейрас (Куба) |
|           | Гронінген                                               | Єрун Пікет (Нідерланди) | Олександр Бєлявський (Словенія) | Фрісо Нейбур (Нідерланди) |
| 1992/1993 | Памплона                                                | Жоель Лотьє (Франція) | Мігель Ільєскас (Іспанія) | David García Ilundáin (Іспанія), Бранко Дамлянович (Югославія), Володимир Крамник (Росія), Леонід Юдасін (Ізраїль), Іван Соколов (Боснія і Герцеговина)       |
|           | Гастінгс                                                | Юдіт Полгар (Угорщина), Євген Барєєв (Росія) | | Джонатан Спілмен (Англія) |
| 1993      | Санкт-Петербург (зональний турнір)                      | Семен Двойріс (Росія) | Олексій Дрєєв (Росія), Євген Свєшніков (Росія), Євген Пігусов (Росія) | |
|           | Вейк-ан-Зее (олімпійська система)                       | Анатолій Карпов (Росія) | Мігель Ільєскас (Іспанія) | Валерій Салов (Росія), Лембіт Олль (Естонія) |
|           | Лінарес                                                 | Гаррі Каспаров (Росія) | Анатолій Карпов (Росія), Вішванатан Ананд (Індія) | |
|           | Будапешт A (зональний турнір)                           | Кіріл Георгієв (Болгарія) | Юдіт Полгар (Угорщина), Яцек Гданський (Польща), Любомир Фтачник (Slowakei), Олександр Войткевич (Польща)                                                                            | |
|           | Будапешт B (зональний турнір)                           | Веселин Топалов (Болгарія), Васіл Спасов (Болгарія) | | Лайош Портіш (Угорщина) |
|           | Тер-Апель                                               | Олександр Халіфман (Росія), Рафаель Ваганян (Вірменія) | | Люк Ван Велі (Нідерланди), Курт Гансен (Данія) |
|           | Дортмунд                                                | Анатолій Карпов (Росія) | Володимир Крамник (Росія), Крістофер Лутц (Німеччина) | |
|           | Буенос-Айрес                                            | Гата Камський (США), Олексій Широв (Латвія) | | Віктор Корчной (Швейцарія) |
|           | Дос-Ерманас                                             | Анатолій Карпов (Росія) | Юдіт Полгар (Угорщина) | Олександр Халіфман (Росія), Мануель Рівас Пастор (Іспанія), Володимир Єпішин (Росія)                                                                          |
|           | Леон                                                    | Леонід Юдасін (Ізраїль) | Олексій Вижманавін (Росія) | Анатолій Карпов (Росія), Веселин Топалов (Болгарія), Петер Леко (Угорщина)                                                                                    |
|           | Амстердам                                               | Найджел Шорт (Англія), Володимир Крамник (Росія), Вішванатан Ананд (Індія) | | |
|           | Ростов-на-Дону                                          | Сергій Тівяков (Росія) | Лев Псахіс (Ізраїль), Володимир Єпішин (Росія) | |
|           | Мюнхен                                                  | Олексій Широв (Латвія) | Борис Гельфанд (Білорусь) | Михайло Гуревич (Бельгія) |
|           | Мадрид                                                  | Володимир Крамник (Росія), Веселин Топалов (Болгарія), Вішванатан Ананд (Індія) | | |
|           | Новосибірськ                                            | Яан Ельвест (Естонія) | Володимир Єпішин (Росія), Alexander Goldin (США), Олександр Бєлявський (Словенія) | |
|           | Лас-Пальмас-де-Гран-Канарія                             | Іван Морович (Чилі) | Вішванатан Ананд (Індія), Олександр Халіфман (Росія) | |
|           | Альтенштайг                                             | Золтан Алмаші (Угорщина) | Артур Юсупов (Німеччина) | Райнер Кнаак (Німеччина), Michael Bezold (Німеччина) |
|           | Біль (міжзональний турнір)                              | Борис Гельфанд (Білорусь) | Паул ван дер Стеррен (Нідерланди), Гата Камський (США), Олександр Халіфман (Росія), Леонід Юдасін (Ізраїль), Валерій Салов (Росія), Жоель Лотьє (Франція), Володимир Крамник (Росія) | |
|           | Антверпен                                               | Єрун Пікет (Нідерланди), Віктор Корчной (Швейцарія) | | Ларрі Крістіансен (США) |
|           | Поляниця-Здруй                                          | Геннадій Сосонко (Нідерланди), Йорг Хікль (Німеччина) | Zoltan Ribli (Угорщина), Ульф Андерссон (Швеція), Олег Романишин (Україна) | |
|           | Халкідіки                                               | Борис Гельфанд (Білорусь) | Олексій Широв (Латвія), Майкл Адамс (Англія) | |
|           | Раквере                                                 | Олександр Халіфман (Росія), Яан Ельвест (Естонія), Едуарадас Розенталіс (Литва) | | |
|           | Бургас                                                  | Майкл Адамс (Англія) | Іван Соколов (Боснія і Герцеговина) | Кіріл Георгієв (Болгарія) |
|           | Тілбург (олімпійська система)                           | Анатолій Карпов (Росія) | Василь Іванчук (Україна) | Олександр Бєлявський (Словенія), Олексій Широв (Латвія) |
|           | Белград                                                 | Олександр Бєлявський (Словенія) | Володимир Крамник (Росія) | Олександр Халіфман (Росія) |
|           | Гронінген (PCA-Qualifikation)                           | Майкл Адамс (Англія), Вішванатан Ананд (Індія) | | Гата Камський (США), Володимир Крамник (Росія), Сергій Тівяков (Росія), Борис Гулько (США), Олег Романишин (Україна)                                          |
| 1994      | Вейк-ан-Зее                                             | Предраг Ніколіч (Боснія і Герцеговина) | Сергій Тівяков (Росія) | Курт Гансен (Данія), Петер Леко (Угорщина), Єрун Пікет (Нідерланди)                                                                                           |
|           | Лінарес                                                 | Анатолій Карпов (Росія) | Гаррі Каспаров (Росія), Олексій Широв (Латвія) | |
|           | Тер-Апель                                               | Рустем Даутов (Німеччина) | Олександр Халіфман (Росія), Паул ван дер Стеррен (Нідерланди), Ульф Андерссон (Швеція), Предраг Ніколіч (Боснія і Герцеговина)                                                       | |
|           | Дос-Ерманас                                             | Борис Гельфанд (Білорусь) | Анатолій Карпов (Росія) | Володимир Єпішин (Росія) |
|           | Леон                                                    | Олександр Бєлявський (Словенія) | Любомир Любоєвич (Югославія) | Хесус Марія де ла Вілья Гарсія (Іспанія), Зураб Азмайпарашвілі (Грузія), Петер Леко (Угорщина)                                                                |
|           | Алушта                                                  | Олександр Морозевич (Росія) | Олексій Вижманавін (Росія), Олексій Дрєєв (Росія), Володимир Маланюк (Україна) | |
|           | Мадрид                                                  | Юдіт Полгар (Угорщина) | Іван Соколов (Боснія і Герцеговина) | Гата Камський (США), Мігель Ільєскас (Іспанія), Олексій Широв (Латвія)                                                                                        |
|           | Амстердам                                               | Гаррі Каспаров (Росія) | Василь Іванчук (Україна) | Ян Тімман (Нідерланди) |
|           | Лас-Пальмас-де-Гран-Канарія                             | Гата Камський (США) | Анатолій Карпов (Росія) | Веселин Топалов (Болгарія), Жоель Лотьє (Франція) |
|           | Мюнхен                                                  | Василь Іванчук (Україна) | Олександр Бєлявський (Словенія), Роберт Гюбнер (Німеччина) | |
|           | Пардубиці                                               | Євген Барєєв (Росія) | Олексій Широв (Латвія), Іван Соколов (Боснія і Герцеговина) | |
|           | Дортмунд                                                | Єрун Пікет (Нідерланди) | Майкл Адамс (Англія) | Володимир Єпішин (Росія) |
|           | Великий Новгород                                        | Гаррі Каспаров (Росія), Василь Іванчук (Україна) | | Володимир Крамник (Росія) |
|           | Амстердам                                               | Єрун Пікет (Нідерланди), Майкл Адамс (Англія), Артур Юсупов (Німеччина) | | |
|           | Брно                                                    | Володимир Єпішин (Росія), Олексій Дрєєв (Росія) | | Збінек Грачек (Tschechien) |
|           | Горґен                                                  | Гаррі Каспаров (Росія) | Артур Юсупов (Німеччина), Олексій Широв (Латвія) | |
|           | Тілбург (олімпійська система)                           | Валерій Салов (Росія) | Євген Барєєв (Росія) | Василь Іванчук (Україна), Анатолій Карпов (Росія) |
|           | Бургас                                                  | Смірін Ілля Юлійович (Ізраїль), Олександр Халіфман (Росія), Володимир Єпішин (Росія), Веселин Топалов (Болгарія) | | |
|           | Буенос-Айрес                                            | Валерій Салов (Росія) | Вішванатан Ананд (Індія) | Василь Іванчук (Україна), Юдіт Полгар (Угорщина) |
|           | Гронінген                                               | Золтан Алмаші (Угорщина) | Артур Юсупов (Німеччина) | Олександр Бєлявський (Словенія), Сергій Тівяков (Росія), Люк Ван Велі (Нідерланди), Іван Соколов (Боснія і Герцеговина)                                       |
| 1994/1995 | Памплона                                                | Олександр Морозевич (Росія) | Вадим Звягінцев (Росія) | Jordi Magem Badals (Іспанія), Веселин Топалов (Болгарія) |
| 1995      | Вейк-ан-Зее (олімпійська система)                       | Олексій Дрєєв (Росія) | Євген Барєєв (Росія) | Олександр Халіфман (Росія), Найджел Шорт (Англія) |
|           | Сан-Франциско                                           | Віктор Корчной (Швейцарія) | Джон Нанн (Англія), Борис Гулько (США) | |
|           | Лінарес                                                 | Василь Іванчук (Україна) | Анатолій Карпов (Росія) | Олексій Широв (Іспанія), Веселин Топалов (Болгарія) |
|           | Тер-Апель                                               | Іван Соколов (Боснія і Герцеговина) | Ульф Андерссон (Швеція), Майкл Адамс (Англія), Володимир Єпішин (Росія), Люк Ван Велі (Нідерланди)                                                                                   | |
|           | Рига                                                    | Гаррі Каспаров (Росія) | Вішванатан Ананд (Індія) | Василь Іванчук (Україна) |
|           | Дос-Ерманас                                             | Гата Камський (США), Анатолій Карпов (Росія), Майкл Адамс (Англія) | | |
|           | Леон                                                    | Євген Барєєв (Росія), Олексій Широв (Іспанія) | | Майкл Адамс (Англія), Володимир Акопян (Вірменія) |
|           | Мадрид                                                  | Віктор Корчной (Швейцарія) | Валерій Салов (Росія) | Артур Юсупов (Німеччина) |
|           | Амстердам                                               | Жоель Лотьє (Франція) | Гаррі Каспаров (Росія) | Веселин Топалов (Болгарія) |
|           | Великий Новгород                                        | Гаррі Каспаров (Росія) | Яан Ельвест (Естонія), Василь Іванчук (Україна), Найджел Шорт (Англія), Веселин Топалов (Болгарія)                                                                                   | |
|           | Дортмунд                                                | Володимир Крамник (Росія) | Анатолій Карпов (Росія) | Петер Леко (Угорщина), Василь Іванчук (Україна) |
|           | Біль                                                    | Олексій Дрєєв (Росія), Олексій Широв (Іспанія) | | Утут Адіанто (Індонезія), Борис Гельфанд (Білорусь) |
|           | Амстердам                                               | Віктор Корчной (Швейцарія) | Валерій Салов (Росія) | Артур Юсупов (Німеччина) |
|           | Поляниця-Здруй                                          | Веселин Топалов (Болгарія) | Михайло Красенков (Польща) | Яан Ельвест (Естонія) |
|           | Elenite                                                 | Веселин Топалов (Болгарія), Кіріл Георгієв (Болгарія) | | Сергій Долматов (Росія), Найджел Шорт (Англія) |
|           | Новосибірськ                                            | Петро Свідлер (Росія), Сергій Рублевський (Росія), Яан Ельвест (Естонія), Андрій Харлов (Росія) | | |
|           | Горґен                                                  | Володимир Крамник (Росія), Василь Іванчук (Україна) | | Яан Ельвест (Естонія), Найджел Шорт (Англія) |
|           | Белград                                                 | Борис Гельфанд (Білорусь), Володимир Крамник (Росія) | | Олексій Широв (Іспанія) |
|           | Гронінген                                               | Анатолій Карпов (Росія) | | Іван Соколов (Боснія і Герцеговина), Гата Камський (США) |
| 1995/1996 | Реджо-нель-Емілія                                       | Юрій Разуваєв (Росія), Олексій Дрєєв (Росія), Володимир Єпішин (Росія) | | |
|           | Гастінгс                                                | Богдан Лаліч (Англія), Олександр Халіфман (Росія), Стюарт Конквест (Англія) | | |
| 1996      | Вейк-ан-Зее                                             | Василь Іванчук (Україна) | Вішванатан Ананд (Індія) | Веселин Топалов (Болгарія) |
|           | Пярну                                                   | Найджел Шорт (Англія) | Олександр Халіфман (Росія) | Яан Ельвест (Естонія), Збінек Грачек (Tschechien) |
|           | Белград                                                 | Євген Барєєв (Росія) | Валерій Салов (Росія) | Петер Леко (Угорщина), Анатолій Карпов (Росія) |
|           | Тер-Апель                                               | Ульф Андерссон (Швеція) | Предраг Ніколіч (Боснія і Герцеговина) | Фрісо Нейбур (Нідерланди), Петро Свідлер (Росія) |
|           | Амстердам                                               | Веселин Топалов (Болгарія), Гаррі Каспаров (Росія) | | Найджел Шорт (Англія), Вішванатан Ананд (Індія) |
|           | Єреван                                                  | Смбат Лпутян (Вірменія), Предраг Ніколіч (Боснія і Герцеговина) | | Борис Гулько (США) |
|           | Мадрид                                                  | Веселин Топалов (Болгарія), Мігель Ільєскас (Іспанія) | | Олексій Широв (Іспанія), Валерій Салов (Росія) |
|           | Нуслох                                                  | Рустем Даутов (Німеччина), Артур Юсупов (Німеччина), Олексій Дрєєв (Росія) | | |
|           | Дос-Ерманас                                             | Володимир Крамник (Росія), Веселин Топалов (Болгарія) | | Вішванатан Ананд (Індія), Гаррі Каспаров (Росія) |
|           | Леон                                                    | Веселин Топалов (Болгарія), Юдіт Полгар (Угорщина) | | |
|           | Дортмунд                                                | Володимир Крамник (Росія), Вішванатан Ананд (Індія) | | Борис Гельфанд (Білорусь) |
|           | Великий Новгород                                        | Веселин Топалов (Болгарія) | Василь Іванчук (Україна) | Найджел Шорт (Англія) |
|           | Біль                                                    | Анатолій Карпов (Росія), Вадим Мілов (Швейцарія), | | Яан Ельвест (Естонія) |
|           | Відень                                                  | Борис Гельфанд (Білорусь), Анатолій Карпов (Росія), Веселин Топалов (Болгарія) | | |
|           | Поляниця-Здруй                                          | Олександр Бєлявський (Словенія) | Сергій Рублевський (Росія), Предраг Ніколіч (Боснія і Герцеговина) | |
|           | Амстердам                                               | Хуліо Ернесто Гранда Суньїга (Перу), Василь Іванчук (Україна) | | Гата Камський (США), Нік де Фірміан (США), Єрун Пікет (Нідерланди)                                                                                            |
|           | Тілбург                                                 | Борис Гельфанд (Білорусь), Єрун Пікет (Нідерланди) | | Олексій Широв (Іспанія) |
|           | Лас-Пальмас-де-Гран-Канарія                             | Гаррі Каспаров (Росія) | Вішванатан Ананд (Індія) | Володимир Крамник (Росія), Веселин Топалов (Болгарія) |
|           | Гронінген                                               | Найджел Шорт (Англія) | Ян Тімман (Нідерланди), Борис Гельфанд (Білорусь) | |
| 1996/1997 | Памплона                                                | Золтан Алмаші (Угорщина), Джонатан Спілмен (Англія), Зураб Азмайпарашвілі (Грузія) | | |
| 1997      | Вейк-ан-Зее                                             | Валерій Салов (Росія) | Єрун Пікет (Нідерланди), Олександр Оніщук (Україна), Іван Соколов (Боснія і Герцеговина)                                                                                             | |
|           | Лінарес                                                 | Гаррі Каспаров (Росія) | Володимир Крамник (Росія) | Веселин Топалов (Болгарія), Майкл Адамс (Англія) |
|           | Убеда                                                   | Жоель Лотьє (Франція) | Олександр Бєлявський (Словенія) | Євген Барєєв (Росія), Олександр Халіфман (Росія) |
|           | Тер-Апель                                               | Олексій Широв (Іспанія) | Олександр Халіфман (Росія) | Ульф Андерссон (Швеція) |
|           | Дос-Ерманас                                             | Вішванатан Ананд (Індія), Володимир Крамник (Росія) | | Валерій Салов (Росія), Анатолій Карпов (Росія), Веселин Топалов (Болгарія)                                                                                    |
|           | Санкт-Петербург                                         | Олександр Халіфман (Росія), Віктор Корчной (Швейцарія), Валерій Салов (Росія) | | |
|           | Мадрид                                                  | Веселин Топалов (Болгарія), Олексій Широв (Іспанія) | | Олександр Бєлявський (Словенія), Володимир Акопян (Вірменія)                                                                                                  |
|           | Великий Новгород                                        | Гаррі Каспаров (Росія) | Володимир Крамник (Росія) | Найджел Шорт (Англія) |
|           | Дортмунд                                                | Володимир Крамник (Росія) | Вішванатан Ананд (Індія) | Веселин Топалов (Болгарія), Василь Іванчук (Україна) |
|           | Біль                                                    | Вішванатан Ананд (Індія) | Анатолій Карпов (Росія) | Борис Гельфанд (Білорусь) |
|           | Антверпен                                               | Веселин Топалов (Болгарія) | Віктор Корчной (Швейцарія) | Ye Rongguang (Volksrepublik China) |
|           | Поляниця-Здруй                                          | Сергій Рублевський (Росія) | Борис Гельфанд (Білорусь) | Євген Барєєв (Росія) |
|           | Тілбург                                                 | Петро Свідлер (Росія), Гаррі Каспаров (Росія), Володимир Крамник (Росія) | | |
|           | Белград                                                 | Василь Іванчук (Україна), Вішванатан Ананд (Індія) | | Олексій Широв (Іспанія) |
|           | Гронінген (FIDE-WM-Qualifikation) (олімпійська система) | Вішванатан Ананд (Індія) | Майкл Адамс (Англія) | Найджел Шорт (Англія), Борис Гельфанд (Білорусь) |
| 1998      | Вейк-ан-Зее                                             | Володимир Крамник (Росія), Вішванатан Ананд (Індія) | | Олексій Широв (Іспанія), Ян Тімман (Нідерланди), Майкл Адамс (Англія)                                                                                         |
|           | Лінарес                                                 | Вішванатан Ананд (Індія) | Олексій Широв (Іспанія) | Гаррі Каспаров (Росія), Володимир Крамник (Росія) |
|           | Еліста (олімпійська система)                            | Василь Іванчук (Україна) | Олександр Халіфман (Росія) | Євген Барєєв (Росія), Олексій Дрєєв (Росія) |
|           | Мадрид                                                  | Вішванатан Ананд (Індія) | Петро Свідлер (Росія) | Петер Леко (Угорщина), Pablo San Segundo (Іспанія) |
|           | Сараєво                                                 | Віктор Корчной (Швейцарія) | Іван Соколов (Боснія і Герцеговина) | Євген Барєєв (Росія), Кіріл Георгієв (Болгарія) |
|           | Дортмунд                                                | Володимир Крамник (Росія), Майкл Адамс (Англія), Петро Свідлер (Росія) | | |
|           | Поляниця-Здруй                                          | Борис Гельфанд (Білорусь) | Олексій Широв (Іспанія) | Михайло Красенков (Польща), Василь Іванчук (Україна), Петер Леко (Угорщина), Сергій Рублевський (Росія)                                                       |
|           | Тілбург                                                 | Вішванатан Ананд (Індія) | Петер Леко (Угорщина) | Метью Садлер (Англія), Вадим Звягінцев (Росія), Володимир Крамник (Росія)                                                                                     |
|           | Гронінген                                               | Сергій Тівяков (Нідерланди), Вадим Мілов (Швейцарія) | | Золтан Алмаші (Угорщина) |
| 1998/1999 | Памплона                                                | Олександр Морозевич (Росія) | Михайло Красенков (Польща) | Люк Ван Велі (Нідерланди) |
| 1999      | Вейк-ан-Зее                                             | Гаррі Каспаров (Росія) | Вішванатан Ананд (Індія) | Володимир Крамник (Росія) |
|           | Лінарес                                                 | Гаррі Каспаров (Росія) | Володимир Крамник (Росія), Вішванатан Ананд (Індія) | |
|           | Дос-Ерманас                                             | Майкл Адамс (Англія) | Володимир Крамник (Росія) | Веселин Топалов (Болгарія), Мігель Ільєскас (Іспанія) |
|           | Сараєво                                                 | Гаррі Каспаров (Росія) | Євген Барєєв (Росія), Олексій Широв (Іспанія) | |
|           | Дортмунд                                                | Петер Леко (Угорщина) | Володимир Крамник (Росія) | Анатолій Карпов (Росія), Вішванатан Ананд (Індія), Майкл Адамс (Англія)                                                                                       |
|           | Лас-Вегас (FIDE-WM) (олімпійська система)               | Олександр Халіфман (Росія) | Володимир Акопян (Вірменія) | Лівіу-Дітер Нісіпяну (Румунія), Майкл Адамс (Англія) |
|           | Hoogeveen                                               | Ян Тімман (Нідерланди), Юдіт Полгар (Угорщина) | | Анатолій Карпов (Росія) |